# 수성의료지구
수성의료지구는 대구광역시 수성구 대흥동 일대에 개발 중인 의료 산업 단지다.